# Anī-ye Vasaţ
Anī-ye Vasaţ (persiska: آنئ وُسطَى, اَنئ وَسَطی, انی وسط, Ānī-ye Vosţá) är en ort i Iran.   Den ligger i provinsen Ardabil, i den nordvästra delen av landet, 500 km nordväst om huvudstaden Teheran. Anī-ye Vasaţ ligger 1 216 meter över havet och antalet invånare är 696.
Terrängen runt Anī-ye Vasaţ är lite bergig. Runt Anī-ye Vasaţ är det ganska tätbefolkat, med 67 invånare per kvadratkilometer. Närmaste större samhälle är Germī, 6,9 km nordväst om Anī-ye Vasaţ. Trakten runt Anī-ye Vasaţ består till största delen av jordbruksmark.